# Chordeuma muticum
Chordeuma muticum är en mångfotingart som beskrevs av Ribaut 1913. Chordeuma muticum ingår i släktet Chordeuma och familjen spinndubbelfotingar. Inga underarter finns listade i Catalogue of Life.